# Bumerang (album)
Bumerang – debiutancki album polskiego muzyka Korteza, wydany 25 września 2015 przez Jazzboy, dzięki któremu artysta otrzymał nagrodę Fryderyka 2016.
Nagrania dotarły do 2. miejsca polskiej listy przebojów – OLiS. W czerwcu 2024 album uzyskał certyfikat diamentowej płyty.

## Lista utworów
| 1.  | „Pocztówka z kosmosu” | 5:03  |
|     |                       |       |
| 2.  | „Wracaj do domu”      | 3:33  |
|     |                       |       |
| 3.  | „Od dawna już wiem”   | 3:56  |
|     |                       |       |
| 4.  | „Zostań”              | 4:06  |
|     |                       |       |
| 5.  | „Ludzie z lodu”       | 4:16  |
|     |                       |       |
| 6.  | „Z imbirem”           | 3:05  |
|     |                       |       |
| 7.  | „Niby nic”            | 2:34  |
|     |                       |       |
| 8.  | „Uleciało”            | 3:26  |
|     |                       |       |
| 9.  | „Bumerang”            | 6:06  |
|     |                       |       |
| 10. | „Dla mamy”            | 4:36  |
|     |                       |       |
|     |                       | 40:41 |
|     |                       |       |

| 1.  | „Pocztówka z kosmosu” 15.04.15 | 5:03  |
|     |                                |       |
| 2.  | „Wracaj do domu” 15.05.14      | 3:18  |
|     |                                |       |
| 3.  | „Od dawna już wiem” 26.10.14   | 4:10  |
|     |                                |       |
| 4.  | „Zostań” 21.01.15              | 4:00  |
|     |                                |       |
| 5.  | „Ludzie z lodu” 29.10.14       | 4:15  |
|     |                                |       |
| 6.  | „Z imbirem” 17.12.14           | 5:54  |
|     |                                |       |
| 7.  | „Niby nic” 11.01.15            | 3:17  |
|     |                                |       |
| 8.  | „Uleciało” 01.05.15            | 3:03  |
|     |                                |       |
| 9.  | „Bumerang” 25.02.15            | 4:54  |
|     |                                |       |
| 10. | „Joe” 19.01.15                 | 2:08  |
|     |                                |       |
| 11. | „Co myślisz?” 11.12.14         | 6:06  |
|     |                                |       |
|     |                                | 46:08 |
|     |                                |       |

## Twórcy
- realizacja – Olek Świerkot, Kortez, Krzysztof Domański
- miksowanie – Olek Świerkot
- produkcja – Olek Świerkot
- produkcja i miks utworu „Niby nic” – Krzysztof Domański, Olek Świerkot w Forest Fire / Jazzboy Studio
- nagranie perkusji – Maciej Cieślak w Studio Adama Mickiewicza (Oddział w Warszawie)
- mastering – Mateusz Majewski w Concrete Cut Studios
- producent wykonawczy – Paweł Jóźwicki
- projekt graficzny – Macio
- zdjęcia – Agata Trafalska
- tekst utworu „Pocztówka z kosmosu” – Piotr „Ten Typ Mes” Szmidt

## Nagrody i wyróżnienia
- „Najlepsze polskie płyty 2015 roku” według muzycznego portalu BrandNewAnthem.pl: miejsce 3.[12]
- „10 najlepszych polskich płyt 2015” według portalu AlterMag.pl: miejsce 10.[13]
- „Najlepsze płyty roku 2015 – Polska” według Wyborczej / mediów Agory: 12. miejsce[14]
- „Najlepsza 14-ka 2015 roku” według muzycznego portalu Medleyland.pl.[15]

## Certyfikaty i sprzedaż
| Kraj          | Certyfikat       | Sprzedaż |
| ------------- | ---------------- | -------- |
| Polska (ZPAV) | diamentowa płyta | 150 000+ |